# Шелегино (посёлок)
Шелегино — упразднённый посёлок в Петропавловском районе Алтайского края. Входил в состав Новообинского сельсовета. Упразднён в 2010 году.

## История
Основан в 1846 году. В 1926 году в деревне Шелегина имелось 97 хозяйств. В национальном составе населения того периода преобладали русские. В административном отношении являлось центром Шелегинского сельсовета Быстро-Истокского района Бийского округа Сибирского края.

## Население
| 1926 | 1997 | 1998 | 1999 | 2000 | 2001 | 2002 | 2003 | 2004 |
| ---- | ---- | ---- | ---- | ---- | ---- | ---- | ---- | ---- |
| 548  | ↘13  | →13  | →13  | →13  | ↘12  | →12  | ↗13  | ↘12  |
| 2005 | 2006 | 2008 | 2009 |      |      |      |      |      |
| →12  | ↘1   | →1   | →1   |      |      |      |      |      |

Национальный состав
Согласно результатам переписи 2002 года, в национальной структуре населения русские составляли 100 %.